# Senones
Senones è un comune francese di 2 767 abitanti situato nel dipartimento dei Vosgi nella regione del Grand Est. Il suo nome è palindromo.

## Storia
Fu capitale del Principato di Salm, appartenente ai principi di Salm-Salm.
Nel suo territorio vi era l'antica abbazia di Saint-Pierre de Senones, secolarizzata nel corso della rivoluzione francese, oggi sede di altre attività laiche.

## Società

### Evoluzione demografica
Abitanti censiti

## Amministrazione

### Gemellaggi
- Jettingen
- Marchin
- Vernio
- Vico del Gargano